# DigiZeitschriften

Offizielles Logo seit 2008

DigiZeitschriften ist ein digitales Zeitschriftenarchiv, das retrospektiv digitalisierte wissenschaftliche Zeitschriftenbestände anbietet. Der Fokus liegt dabei auf Kernzeitschriften der deutschen Forschung mit langer Forschungstradition und stetem Erscheinungsverlauf. Der Zugriff auf die Artikel erfolgt über Bibliotheken und Forschungseinrichtungen, die DigiZeitschriften für ihre Nutzer subskribiert haben. Frei zugänglich sind hingegen alle bibliographischen Daten und die Artikel im frei zugänglichen „Open Access“-Bereich.
Im Jahr 2022 standen über 1000 Zeitschriftentitel mit über 9 Millionen Seiten zur Verfügung. Die Zeitschriften werden von ihrem ersten Erscheinungsjahr an vollständig retrodigitalisiert. Die letzten Jahrgänge sind zum Schutz der laufenden Abonnements der Verlage nicht enthalten (sogenannte Moving Wall).
Das Angebot „DigiZeitschriften“ wird bis zum 31. Dezember 2025 ersatzlos eingestellt.

## Geschichte

Altes Logo

Ende der 1990er Jahre schlossen sich neun Sondersammelgebiets-Bibliotheken zusammen, um das Projekt „DigiZeitschriften“ mit finanzieller Unterstützung der Deutschen Forschungsgemeinschaft (DFG) zu realisieren. Nach einer Machbarkeitsstudie in den Jahren 1999 bis 2001 erfolgte die erste Projektphase. Am 12. Februar 2002 wurde der Verein DigiZeitschriften e. V. gegründet. Die Geschäftsstelle ist bei der Niedersächsischen Staats- und Universitätsbibliothek Göttingen angesiedelt. Im Frühjahr 2004 erfolgte der Online-Start von DigiZeitschriften mit einer kostenlosen Testphase für alle interessierten Institutionen. Seit dem 1. Januar 2005 ist das Archiv kostenpflichtig. Seit 2006 die Projektförderung seitens der DFG endete, trägt sich der Verein selbst. Zum 31. Dezember 2025 wird das Angebot eingestellt.

## Ziele
Unterstützt vom Börsenverein des Deutschen Buchhandels, der Verwertungsgesellschaft Wort und der Verwertungsgesellschaft Bild-Kunst will DigiZeitschriften ein deutsches Gegenstück zu JSTOR aufbauen, das den Zugang zu den wichtigsten, vor allem geistes- und sozialwissenschaftlichen Zeitschriften via Internet ermöglicht. Dadurch soll einerseits die Forschung unterstützt, andererseits die Verbreitung sowie Akzeptanz deutschsprachiger Publikationen gefördert werden. Gleichzeitig können so Bibliotheken in Zeiten teils drastischer Preissteigerungen in der Zeitschriftensparte entlastet werden.

## Fachgebiete
Der Schwerpunkt des Archivs liegt auf geisteswissenschaftlichen Zeitschriften aus den Gebieten Ägyptologie/Koptologie, Anglistik, Buch- und Bibliothekswesen, Germanistik, Geschichte, Kunstgeschichte, Musikwissenschaft, Orientalistik, Philologie, Philosophie, Religion und Romanistik. Ergänzt wird der Bestand durch Zeitschriften weiterer Fachgebiete, wie Erziehungswissenschaften, Geowissenschaften, Mathematik, Naturwissenschaften, Rechtswissenschaften, Soziologie und Wirtschaftswissenschaften.

## Beiträge
Die Jahresbeiträge orientieren sich an der Anzahl der Vollzeitäquivalente einer Einrichtung und somit auch an der Größe. Kleinere Institute zahlen somit eine geringere Gebühr als beispielsweise eine große Universitätsbibliothek. Die Preisspanne liegt dabei zwischen 600 und 4500 Euro. Zudem gibt es Vergünstigungen für Konsortialverträge und somit für Einrichtungen, die sich von vornherein zu einem Konsortium zusammenschließen.

## Kritik
Hochschul- und Landesbibliotheken, die DigiZeitschriften derzeit nicht abonniert haben, kritisieren zum einen die Kosten und zum anderen, dass durchsuchbare Volltexte wie bei JSTOR noch nicht vollständig verfügbar sind.
Die Benutzungsbedingungen werden als zu restriktiv angesehen. Es ist nicht ganz eindeutig, ob die nach § 60c Urheberrechtsgesetz erlaubte Weitergabe von Zeitschriftenbeiträgen vertraglich ausgeschlossen wird. Nur die Mitgliedsbibliotheken des Vereins dürfen derzeit Artikel aus DigiZeitschriften für die Fernleihe nutzen.
Die Verwendung des Open-Access-Begriffs ist missverständlich, da es keine einheitliche Zeitgrenze gibt, vor der alle Beiträge kostenfrei zugänglich sind. Angestrebt wird jedoch eine Freischaltung für alle Jahrgänge bis 1925. Eine Vielzahl von gemeinfreien Artikeln, deren Autoren länger als 70 Jahre tot sind, werden nur in der kostenpflichtigen Version angeboten. Beispielsweise sind von dem 1927 gestorbenen Historiker Georg von Below 31 Beiträge in DigiZeitschriften enthalten, jedoch nur 17 davon kostenfrei zugänglich. Auch wurde kritisiert, dass die DigiZeitschriften nicht unter einer Nationallizenz allgemein zur Verfügung gestellt werden.

## Nachweise
1. ↑  DigiZeitschriften-Website – Informationen. Archiviert vom Original (nicht mehr online verfügbar) am 3. April 2022; abgerufen am 21. April 2024.
2. ↑  Jeannette Derdau: Digitalisierung in wissenschaftlichen Bibliotheken. Ergänzung der Informationsversorgung von Naturwissenschaftlern. VDM, Saarbrücken 2008, ISBN 978-3-8364-3889-6, S. 83.
3. ↑  FAQ - Einstellung Angebot „DigiZeitschriften“.
4. ↑  Margot Wiesner: Elektronische Zeitschriften und Fernleihe. Eine Handreichung der GASCO1. In: Bibliotheksdienst. Band 39, Nr. 3, 2005, S. 377–380, urn:nbn:de:kobv:109-1-5131244.
5. ↑  Klaus Graf: Remote Access und Open Access. In: Archivalia. 27. Oktober 2019, abgerufen am 28. Oktober 2019 (deutsch).